# Falkenberg (Alto Palatinado)
Falkenberg (pronunciación en alemán: /ˈfalkn̩ˌbɛʁk/ⓘ) es un municipio situado en el distrito de Tirschenreuth, en el estado federado de Baviera (Alemania), con una población a finales de 2016 de unos 943 habitantes.
Se encuentra ubicado al este del estado, en la región de Alto Palatinado, cerca de la orilla del río Waldnaab —uno de los cabeceras del río Naab, el cual es un afluente izquierdo del Danubio— y de la frontera con República Checa.